# Ashtray Basin
Das Ashtray Basin (aus dem Englischen sinngemäß übersetzt Aschenbecherbecken) ist ein kleines Tal im ostantarktischen Viktorialand. Es liegt dort am Kopfende des Arena Valley in den Quartermain Mountains des Transantarktischen Gebirges.
Deskriptiv nach seiner Form benannt wurde das Tal von einer Mannschaft der University of New South Wales im australischen Sydney, die zwischen 1966 und 1967 in diesem Gebiet Feldforschungen betrieb.